# 高尾山 (大分県大分市)
高尾山（たかおやま）は、大分県大分市大字横尾にある標高127mの山である。この山を中心とする一帯は、高尾山自然公園として整備されている。

## 地形
丘陵性の山で、山頂の東側には横尾断層が南北に走っている。
山頂付近へは365段の擬木製の階段が続いており、階段を上りきったところには展望台が設けられている。階段の両脇には桜が植えられている。ピークは、展望台から南東に進んだところにある。